# Fight the Feeling
| Críticas profissionais | Críticas profissionais |
| Avaliações da crítica  | Avaliações da crítica  |
| Fonte                  | Avaliação              |
| ---------------------- | ---------------------- |
| Allmusic               | 2.5 de 5 estrelas.     |

Fight the Feeling é o primeiro álbum de estúdio em inglês do cantor porto-riquenho Luis Fonsi, lançado em 2 de Julho de 2002 pela gravadora MCA Records. Por ter sido lançado no mesmo ano que seu álbum anterior, Amor Secreto, a maioria das canções presentes em Fight the Feeling são versões em inglês das que estão presentes neste álbum. Foi o único em inglês que Fonsi lançou até então.

## Faixas
| N.º            | Título                  | Compositor(es) | Duração |  |
| 1.             | "Fight the Feeling"     |                | 3:39    |  |
| 2.             | "Secret"                |                | 3:48    |  |
| 3.             | "Turn It Up"            |                | 3:33    |  |
| 4.             | "Save Me"               |                | 4:36    |  |
| 5.             | "You Got Nothing on Me" |                | 3:15    |  |
| 6.             | "If Only"               |                | 4:34    |  |
| 7.             | "Keep My Cool"          |                | 3:13    |  |
| 8.             | "Tell Her Tonight"      |                | 4:06    |  |
| 9.             | "Twisted"               |                | 4:14    |  |
| 10.            | "One Night Thing"       |                | 3:58    |  |
| 11.            | "I Wish"                |                | 4:09    |  |
| Duração total: | Duração total:          | Duração total: | 43:05   |  |